# Рејнсвил (Алабама)
Рејнсвил (енгл. Rainsville) град је у америчкој савезној држави Алабама. По попису становништва из 2010. у њему је живело 4.948 становника.

## Демографија
Према попису становништва из 2010. у граду је живело 4.948 становника, што је 449 (10,0%) становника више него 2000. године.
| Група             | 2000.         | 2010.         |
| Белци             | 4.328 (96,2%) | 4.628 (93,5%) |
| Афроамериканци    | 4 (0,1%)      | 10 (0,2%)     |
| Азијати           | 4 (0,1%)      | 11 (0,2%)     |
| Хиспаноамериканци | 98 (2,2%)     | 188 (3,8%)    |
| Укупно            | 4.499         | 4.948         |